# Вармед Омарі
Вармед Омарі (фр. Warmed Omari, нар. 23 квітня 2000, Бандрабуа) — коморський футболіст, захисник французького клубу «Ренн» та національної збірної Коморських Островів. На умовах оренди грає за німецький «Гамбург».

## Ігрова кар'єра
Вармед Омарі народився 2000 року в місті Бандрабуа на Майотті. У дорослому футболі дебютував 2018 року виступами за команду «Ренн 2», в якій грав до 2021 року, взявши участь у 19 матчах чемпіонату.
З 2021 року Омарі грає в основному складі клубу «Ренн». Станом на 26 серпня 2022 року відіграв за команду з Ренна 55 матчів у національному чемпіонаті.
У серпні 2024 року Омарі відбув в оренду до кінця сезону в інший клуб чемпіонату Франції — «Ліон».
7 серпня 2025 року відправився в оренду до німецького клубу «Гамбург».

## Виступи за збірні
У 2022 році Вармед Омарі дебютував у складі молодіжної збірної Франції. На молодіжному рівні станом на середину 2023 року зіграв у 2 матчах.
У серпні 2024 року Вармед Омарі отримав перший виклик до національної збірної Коморських Островів. 4 вересня 2024 року у матчі проти Гамбії Омарі дебютував у складі збірної Комор.

## Статистика виступів

### Статистика виступів за збірну
Станом на 9 червня 2025 року
| Дата       | Місто       | Господарі         | Результат | Гості             | Турнір                                  | Голи | Примітки |
| ---------- | ----------- | ----------------- | --------- | ----------------- | --------------------------------------- | ---- | -------- |
| 4-9-2024   | Ель-Джадіда | Коморські Острови | 1 – 1     | Гамбія            | Відбір до Кубка африканських націй 2025 | -    |          |
| 9-9-2024   | Радес       | Мадагаскар        | 1 – 1     | Коморські Острови | Відбір до Кубка африканських націй 2025 | -    |          |
| 11-10-2024 | Радес       | Туніс             | 0 – 1     | Коморські Острови | Відбір до Кубка африканських націй 2025 | -    | 84'      |
| 14-10-2024 | Абіджан     | Коморські Острови | 1 – 1     | Туніс             | Відбір до Кубка африканських націй 2025 | -    |          |
| 15-11-2024 | Беркан      | Гамбія            | 1 – 2     | Коморські Острови | Відбір до Кубка африканських націй 2025 | -    |          |
| 18-11-2024 | Ель-Хосейма | Коморські Острови | 1 – 0     | Мадагаскар        | Відбір до Кубка африканських націй 2025 | -    | 43'      |
| 20-3-2025  | Беркан      | Коморські Острови | 0 – 3     | Малі              | Відбір до ЧС 2026                       | -    |          |
| 25-3-2025  | Беркан      | Коморські Острови | 1 – 0     | Чад               | Відбір до ЧС 2026                       | -    |          |
| 9-6-2025   | Приштина    | Косово            | 4 – 2     | Коморські Острови | товариський матч                        | -    | 75'      |
| Усього     |             | Матчів            | 9         |                   | Голів                                   | 0    |          |